# Ритопек
Ритопек је насеље у општини Гроцка у Граду Београду. Према попису из 2022. било је 2669 становника.
Насеље потиче још из римског периода када се звало Трикорнијум (лат. Tricornium). Име се односило на три врло слична брда, на којима се налазило војно утврђење Castra Tricornia — „Три рога”. Једно брдо је касније потонуло у Дунав,на другом се налази сеоско гробље, а на трећем је споменик. Богато је археолошко налазиште разних предмета из римског периода, новчића и неких веома значајних, као нпр. оклоп римског војника из 258. године.
На једном од три брда данас се налази Споменик и спомен костурница у Ритопеку у част погинулим борцима Црвене армије приликом ослобађања Београда 1944. године. Место за споменик је изабрано зато што је управо у Ритопеку започет напад совјетских снага против снага Осовине и коначно ослобођење Београда 20. октобра.
Основна школа у Ритопеку је једна од старијих у Србији, основана 1838. године. У центру насеља се налази и српски православни храм посвећен празнику Силаска Светог Духа на апостоле — празник Свете Тројице. Храм је изграђен 1860. године у барокном стилу.
Село је познато и као центар узгоја великих количина квалитетне трешње.

## Демографија
У насељу Ритопек живи 1901 пунолетни становник, а просечна старост становништва износи 42,2 година (41,2 код мушкараца и 43,3 код жена). У насељу има 653 домаћинства, а просечан број чланова по домаћинству је 3,49.
Ово насеље је у великим делом насељено Србима (према попису из 2002. године), а у последња три пописа, примећен је пораст у броју становника.
|  |

| Демографија | Демографија | Демографија |
| Година      | Становника  | Становника  |
| ----------- | ----------- | ----------- |
| 1948.       | 1.892       |             |
| 1953.       | 1.980       |             |
| 1961.       | 1.956       |             |
| 1971.       | 1.886       |             |
| 1981.       | 2.002       |             |
| 1991.       | 2.163       | 2.045       |
| 2002.       | 2.284       | 2.349       |

| Етнички састав према попису из 2002.‍ | Етнички састав према попису из 2002.‍ | Етнички састав према попису из 2002.‍ | Етнички састав према попису из 2002.‍ | Етнички састав према попису из 2002.‍ |
| ------------------------------------ | ------------------------------------ | ------------------------------------ | ------------------------------------ | ------------------------------------ |
|                                      |                                      |                                      |                                      |                                      |
| Срби                                 | Срби                                 |                                      | 2.205                                | 96,54%                               |
| Црногорци                            | Црногорци                            |                                      | 12                                   | 0,52%                                |
| Роми                                 | Роми                                 |                                      | 10                                   | 0,43%                                |
| Македонци                            | Македонци                            |                                      | 9                                    | 0,39%                                |
| Хрвати                               | Хрвати                               |                                      | 6                                    | 0,26%                                |
| Румуни                               | Румуни                               |                                      | 4                                    | 0,17%                                |
| Југословени                          | Југословени                          |                                      | 3                                    | 0,13%                                |
| Муслимани                            | Муслимани                            |                                      | 2                                    | 0,08%                                |
| Бугари                               | Бугари                               |                                      | 2                                    | 0,08%                                |
| Чеси                                 | Чеси                                 |                                      | 1                                    | 0,04%                                |
| Словенци                             | Словенци                             |                                      | 1                                    | 0,04%                                |
| Мађари                               | Мађари                               |                                      | 1                                    | 0,04%                                |
| непознато                            | непознато                            |                                      | 7                                    | 0,30%                                |

| Година пописа     | 1948. | 1953. | 1961. | 1971. | 1981. | 1991. | 2002. |
| ----------------- | ----- | ----- | ----- | ----- | ----- | ----- | ----- |
| Број домаћинстава | 376   | 406   | 466   | 466   | 517   | 565   | 653   |

| Број чланова      | 1  | 2   | 3   | 4   | 5  | 6  | 7  | 8  | 9 | 10 и више | Просек |
| ----------------- | -- | --- | --- | --- | -- | -- | -- | -- | - | --------- | ------ |
| Број домаћинстава | 97 | 149 | 104 | 116 | 75 | 71 | 24 | 13 | 3 | 1         | 3,49   |

| Пол    | Укупно | Неожењен/Неудата | Ожењен/Удата | Удовац/Удовица | Разведен/Разведена | Непознато |
| ------ | ------ | ---------------- | ------------ | -------------- | ------------------ | --------- |
| Мушки  | 995    | 290              | 612          | 60             | 29                 | 4         |
| Женски | 987    | 170              | 618          | 165            | 32                 | 2         |
| УКУПНО | 1.982  | 460              | 1.230        | 225            | 61                 | 6         |

| Пол    | Укупно                    | Пољопривреда, лов и шумарство | Рибарство                            | Вађење руде и камена | Прерађивачка индустрија       |
| ------ | ------------------------- | ----------------------------- | ------------------------------------ | -------------------- | ----------------------------- |
| Мушки  | 528                       | 233                           | 0                                    | 0                    | 54                            |
| Женски | 342                       | 123                           | 0                                    | 0                    | 28                            |
| УКУПНО | 870                       | 356                           | 0                                    | 0                    | 82                            |
| Пол    | Производња и снабдевање   | Грађевинарство                | Трговина                             | Хотели и ресторани   | Саобраћај, складиштење и везе |
| Мушки  | 3                         | 34                            | 82                                   | 13                   | 28                            |
| Женски | 1                         | 6                             | 72                                   | 11                   | 8                             |
| УКУПНО | 4                         | 40                            | 154                                  | 24                   | 36                            |
| Пол    | Финансијско посредовање   | Некретнине                    | Државна управа и одбрана             | Образовање           | Здравствени и социјални рад   |
| Мушки  | 6                         | 18                            | 23                                   | 11                   | 11                            |
| Женски | 11                        | 8                             | 8                                    | 18                   | 38                            |
| УКУПНО | 17                        | 26                            | 31                                   | 29                   | 49                            |
| Пол    | Остале услужне активности | Приватна домаћинства          | Екстериторијалне организације и тела | Непознато            | Непознато                     |
| Мушки  | 11                        | 0                             | 0                                    | 1                    | 1                             |
| Женски | 10                        | 0                             | 0                                    | 0                    | 0                             |
| УКУПНО | 21                        | 0                             | 0                                    | 1                    | 1                             |